# Ehrlichia canis
Ehrlichia canis (älteres Synonym Rickettsia canis) ist ein gram-negatives, rundliches, obligat intrazelluläres Bakterium, welches Monozyten befällt und die Ehrlichiose bei Hunden und wildlebenden Hundeartigen verursacht. Es ist die Typspezies der Gattung Ehrlichia. In den Wirtszellen liegen die Erreger in membrangebundenen Vakuolen und stellen sich lichtmikroskopisch als maulbeerartige, etwa 4 µm große Mikrokolonien (Morulae) dar. Ein Bakterium hat dabei einen Durchmesser von etwa 0,5 µm. In Romanowsky-Färbungen färbt sich der Erreger dunkelblau. Ehrlichia canis bildet eine eigene Klade innerhalb der Gattung und unterscheidet sich von anderen Ehrlichien in 2,4 % der 16S rRNA und 8,7–14,5 % der groESL Operon-Sequenz.
E. canis wird routinemäßig in Zellen der caninen Monozyten-Makrophagen-Zelllinie DH82 oder in Zellen der Hirschzecke angezüchtet. Die Hirschzecke ist kein natürlicher Vektor des Erregers, dieser ist die Braune Hundezecke.